# Polski Szekspir UW
Polski Szekspir UW – cyfrowe repozytorium polskich przekładów dramatów Williama Shakespeare'a. Przedsięwzięcia zrealizowane w oparciu o dwa projekty Narodowego Centrum Nauki, pod kierownictwem Anny Cetery-Włodarczyk, na Wydziale Neofilologii Uniwersytetu Warszawskiego, we współpracy z Centrum Kompetencji Cyfrowych Uniwersytetu Warszawskiego. Moduł z przekładami z XIX wieku udostępniono w 2019 r., z przekładami z XX i XXI wieku w 2024 r. Zawiera również obszerne omówienia sylwetek tłumaczy, strategii i recepcji tłumaczeń.